# Theme Park World
Theme Park World (noto negli Stati Uniti d'America come Sim Theme Park) è un videogioco gestionale prodotto dalla Bullfrog Productions nel 1999 e pubblicato dalla Electronic Arts. Il videogioco è il seguito di Theme Park.

## Modalità di gioco
In questo gioco, il giocatore è un proprietario di luna park e il suo scopo è costruire e far sfruttare al meglio il proprio parco e cercare di portare al termine particolari obiettivi assecondando i desideri dei visitatori. Dopo aver raggiunto il massimo dei guadagni e delle visite in un parco e aver conquistato un certo numero di biglietti d'oro, il giocatore potrà costruire un nuovo parco in un altro ambiente. In totale sono presenti otto parchi, ma è possibile tenerne aperti contemporaneamente solo tre.

## Mondi
I parchi si basano su particolari temi:
- Regno perduto - Le attrazioni, le giostre e gli abbellimenti hanno caratteristiche preistoriche che ricordano la civiltà azteca, come dinosauri, mammuth, vulcani e templi.
- Mondo di Halloween - Il parco ha un'ambientazione cupa e spettrale, con case di fantasmi, castelli, teschi e zucche.
- Terra delle meraviglie - Un mondo magico e fatato, con intrattenimenti con le più varie ambientazioni.
- Zona Spazio - Un mondo futuristico, con astronavi, asteroidi e altre caratteristiche aliene.

## Costruzioni
- Giostre - Differiscono in ogni mondo e sono di vari tipi. Il giocatore deve impostare la durata dei giri, il numero di giri e la capienza.
- Percorsi - Percorsi costruiti dal giocatore dove i visitatori possono correre a bordo di macchine
- Montagne russe - Il giocatore deve costruire il percorso considerando l'altezza dei pilastri e l'inclinazione dei binari.
- Attrazioni - Giochi  premi. Nella modalità 1° persona, il giocatore può vincere un biglietto d'oro se riesce a vincere.
- Negozi - In ogni parco devono esserci bar, paninoteche, gelaterie, friggitorie, ristorantini e negozi di souvenir per soddisfare le richieste dei visitatori.
- Abbellimenti - Inserendo alberi, fontane, piante, statue e sculture il parco acquisterà un aspetto migliore. Non bisogna dimenticare di inserire bagni in molte zone del parco.

## Personale
Per far funzionare al meglio il proprio parco, il giocatore deve assumere del personale con diversi incarichi:
- Addetti alle pulizie - Il loro compito è  raccogliere i rifiuti e pulire i bagni.
- Guardie - Il loro compito è evitare che i visitatori si comportino poco educatamente. Possono essere aiutate da telecamere nascoste.
- Meccanici - Il loro compito è aggiustare le giostre danneggiate e installare migliorie.
- Ricercatori - Il loro compito è cercare nuovi tipi di attrazioni e migliorie.
- Animatori - Il loro compito è intrattenere i visitatori e alleviare l'attesa durante le code.

## Modalità 1°persona
Il giocatore può, una volta guadagnati quattro biglietti d'oro, visitare il proprio parco come visitatore entrando salendo su giostre e giocando con le attrazioni. Nei percorsi può gareggiare contro il computer.

## Colonna sonora
La colonna sonora del videogioco è stata composta da Richard Joseph che grazie a questa vinse il BAFTA Award per la miglior colonna sonora del 2000.